# Pajūris
Pajūris is een plaats in het Litouwse district Tauragė. De plaats telt 945 inwoners (2001).